# Захарчук Оксана Володимирівна
Оксана Володимирівна Захарчук (нар. 3 квітня 1980, Острог, УРСР) — українська штовхальниця ядра. Вона представляла Україну у штовханні ядра серед жінок на Олімпійських іграх 2004 року, на якому встановила особистий рекорд (19,05 м), який водночас був і національним рекордом України.
Оксана кваліфікувалася до жіночої збірної для участі в Олімпійських іграх 2004 року в дисципліні штовхання ядра серед жінок в Афінах. Приблизно за тиждень до початку змагань вона встановила своє найкраще особисте досягнення, виконавши Олімпійський А-стандарт - 19,05 метрів, на останньому національному турнірі з легкої атлетики, який проходив у Києві. Під час попередніх змагань Захарчук штовхнула ядро в поле з найкращим результатом у 17,28 м з другої спроби, не дотягнувши до свого двотижневого особистого рекорду 177 сантиметрів. Якщо б Захарчук не здійснила заступ у своїй останній спробі, результат Оксани дозволяв би посісти їй двадцяте місце в загальному заліку серед 38-ми спортсменів, майже випередивши на 0,88 метра в останній спробі Лі Мейю з Китаю.